# Zdziegrod
Zdziegrod, Zdzigrod – staropolskie imię męskie, złożone z dwóch członów: Zdzie- (Zdzi-) ("uczynić, zdziałać, zrobić") i -grod ("ogradzać, otaczać płotem").